# Viola Profonda

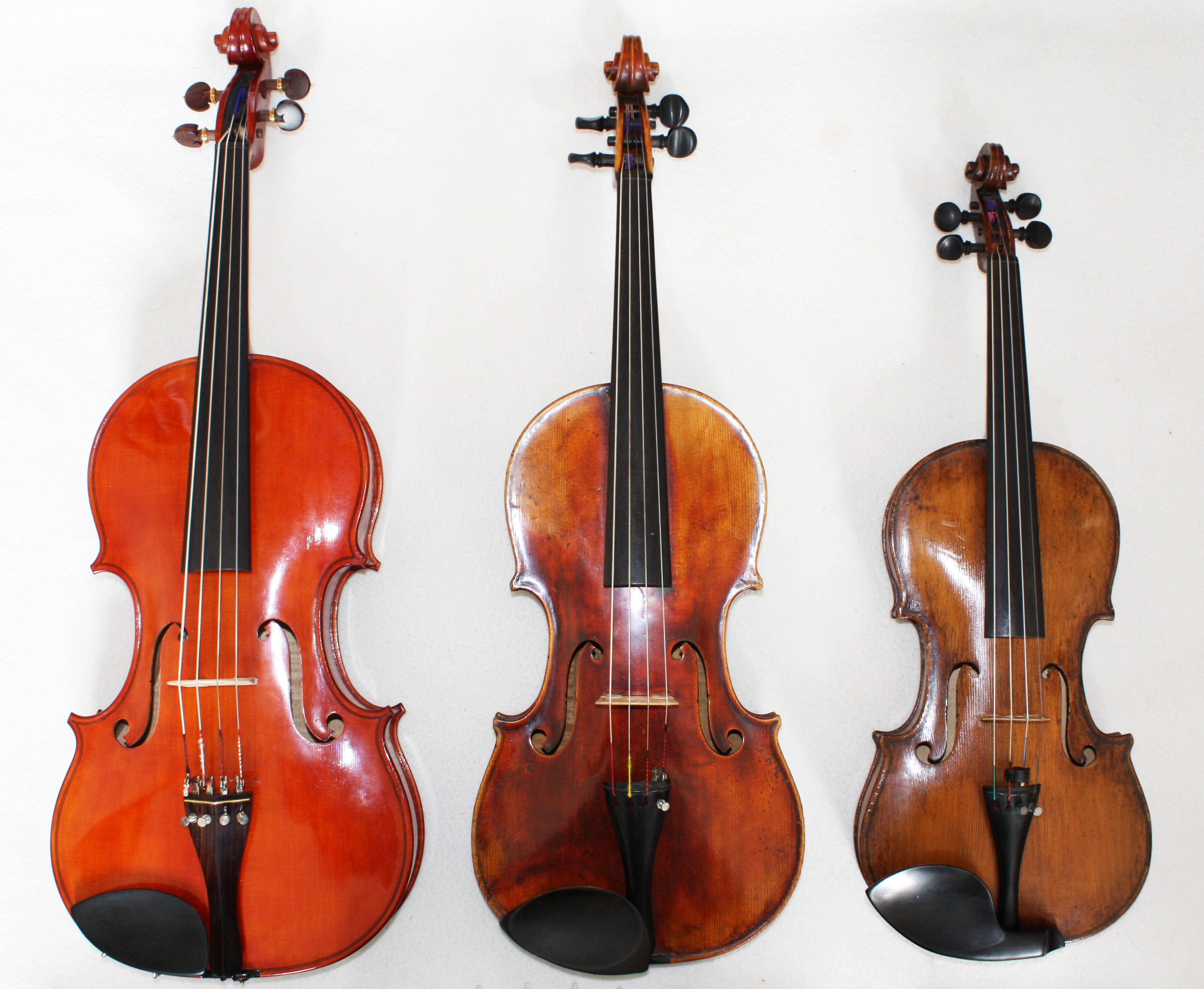
Viola Profonda, Viola, Violino

A Viola Profonda é um instrumento de quatro cordas, que na sua tessitura e sonoridade está localizado entre a Viola e o Violoncelo.
Seu timbre é de Tenor, criando, de forma melódica e harmônica, um equilíbrio sonoro mais estável no quarteto de cordas, inovando sua tradicional composição. Sabe-se que todas as famílias dos grupos instrumentais possuem um fundamento no canto vocal, seguindo suas divisões: Soprano, Alto, Tenor e Baixo, que também dividem o universo tonal em quatro regiões básicas representados nos grupos de instrumentos de madeira, metal, entre outros, na orquestra.
Com a inserção da Viola Profonda na família dos instrumentos de cordas, cria-se uma relação sonora mais equilibrada, íntegra e harmoniosa, devido à proporção matemática e de tamanho que eles mantêm entre si, complementando o quarteto de cordas composto por três timbres:  dois Violinos, uma Viola e um Violoncelo. 
| Stimme  | quarteto de cordas tradicional | quarteto de cordas reformado |
| ------- | ------------------------------ | ---------------------------- |
| Soprano | primeiro Violino               | Violino                      |
| Alto    | segundo Violino                | Viola                        |
| Tenor   | Viola                          | Viola Profonda               |
| Baixo   | Violoncelo                     | Violoncelo                   |

Assim como o Violoncelo é a uma oitava abaixo da Viola, a Viola Profonda é uma oitava abaixo do Violino.
Modo de tocar: Igual ao Violino, apoiado no ombro.
Afinação: Sol, re, la, mi` (ou em: Fa, do, sol, re`) 

## Notações possíveis
- Em clave de sol (igual ao Violino, mas soa uma oitava abaixo).
- Em clave de dó de Contralto, mas soa uma quarta abaixo (trata-se de um som transposto).
- Em clave de dó de Tenor (sem transposição).

## Historia
A Viola Profonda foi concebida, desenvolvida e nomeada pelo compositor, diretor e investigador de instrumentos boliviano Gerardo Yañez. O protótipo da patente foi apresentado no concerto com caráter de Premier Mundial na Igreja de São Tomás – Leipzig. Lugar onde Johann Sebastian Bach foi, por muitos anos, diretor geral de música. Em janeiro de 2010 foi apresentada na Filarmônica de Berlim.